# Zhang Fan
Dans ce nom chinois, le nom de famille, Zhang, précède le nom personnel.
Zhang Fan (en chinois : 张帆), née le 22 août 1984, à Pékin, en Chine, est une joueuse chinoise de basket-ball. Elle évolue au poste d'ailière.

## Palmarès
- Finaliste du championnat d'Asie 2007
- Championne d'Asie 2009
- Championne d'Asie 2011